# Polski Ośrodek Społeczno-Kulturalny
Polski Ośrodek Społeczno-Kulturalny w skrócie: POSK (ang. Polish Social and Cultural Association) – polska instytucja kultury działająca w Londynie w dzielnicy Hammersmith. Jest to największe centrum polskiej społeczności Wielkiej Brytanii.

## Historia
Polski Ośrodek Społeczno-Kulturalny w Londynie został założony przez Polonię w Wielkiej Brytanii z inicjatywy prof. Romana Wajdy, który był jednocześnie pierwszym przewodniczącym tej instytucji. Od 1964 z inicjatywy profesora Wajdy zaczęto organizować spotkania mające poinformować polską społeczność o zamyśle budowy Ośrodka. Środowiska polonijne, a także liczne stowarzyszenia i organizacje poparły ten pomysł i przekazały dotacje na ten cel.
Od 1966 Dom Polskiego Ośrodka Społeczno-Kulturalnego działał przy 9 Ravenscourt Avenue (funkcjonował tam również Instytut Wschodni „Reduta”). Natomiast pod adresem 140 King Street początkowo znajdował się dom, w którym od 1966 do 1974 siedzibę miało Koło Lwowian w Londynie. W tym roku został wyburzony zarówno dom i przylegający do niego kościół baptystów. W ich miejscu powstał gmach. Do jego pomieszczeń w 1974 jako pierwsze sprowadziło się Koło Lwowian, a następnie w grudniu tego roku przeniesiono POSK, dotychczas działający przy 9 Princes Gardens SW7. Również w grudniu 1974 odbyło się oficjalne otwarcie zachodniej części gmachu. W maju 1977 do budynku została przeniesiona biblioteka. Instytucja została założona i ufundowana w 1974 przez społeczność polską w Wielkiej Brytanii z inicjatywy prof. Romana Wajdy
W budynku jedno z pomieszczeń, przeznaczonych na uroczystości, nazwano „Salą Malinową”. Ostatecznie powstał gmach mający cztery kondygnacje. Do połowy lat 80. w gmachu zostały ulokowane Polski Uniwersytet na Obczyźnie, Biblioteka Polska POSK, księgarnia, teatr, Jazz Caffe, POSKlub, restauracja „Łowiczanka”, Klub Młodzieżowy oraz 38 polonijnych instytucji o charakterze społecznym i kulturalnym. Siedzibę znalazło także kilku najemców angielskich. Finalnie gmach POSK-u stał się centralą polskiego życia niepodległościowego, społeczno-kulturalnego, artystycznego i towarzyskiego.
POSK zajmuje się promocją polskiej kultury i sztuki. Mieści się tam Biblioteka Polska POSK w Londynie, która powstała w 1942, odbywają się wystawy, pokazy filmów i przedstawienia teatralne. Mieszczą się tam, m.in.: Zjednoczenie Polskie, Instytut Józefa Piłsudskiego, Polski Uniwersytet na Obczyźnie (PUNO), Polskie Towarzystwo Naukowe na Obczyźnie (PTNO), Stowarzyszenie Polskich Kombatantów (SPK).
W Polskim Ośrodku Społeczno-Kulturalnym w Londynie działa punkt konsularny Ambasady RP w Londynie. Punkt ten jest przeznaczony dla dzieci do lat 18 i ich rodzin.

## Przewodniczący POSK-u
m.in.:
- Roman Wajda (1964–1974)
- Szymon Zaremba (1985–1990)
- Szymon Zaremba (1992-1994)[4]
- Artur Rynkiewicz (1999–2000)[5]
- Olgierd Lalko (2003–2008)[6]
- Ewa Brzeska (2008–2009)[7]
- Olgierd Lalko (2009–2012)[8]
- Joanna Młudzińska (2012–2018)
- Richard Wojciech Tobiasiewicz (2017–2018)[9]
- Joanna Młudzińska (2018–2021)
- Marek Laskiewicz (od 2021)[10]

## Odznaczenia
- Odznaka Honorowa za Zasługi dla Polonii i Polaków za Granicą (2023)[11]

## Galeria

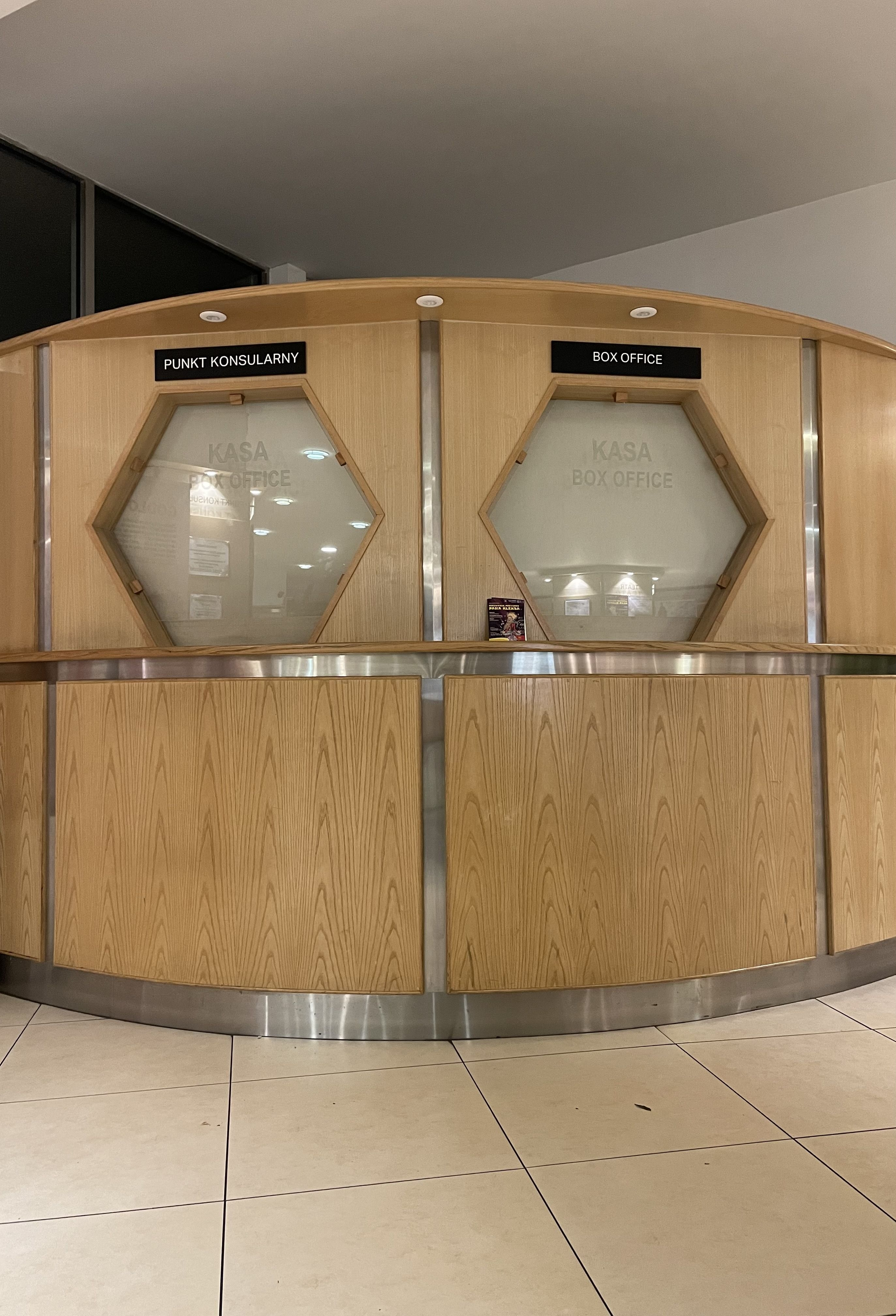
Punkt paszportowy w POSK
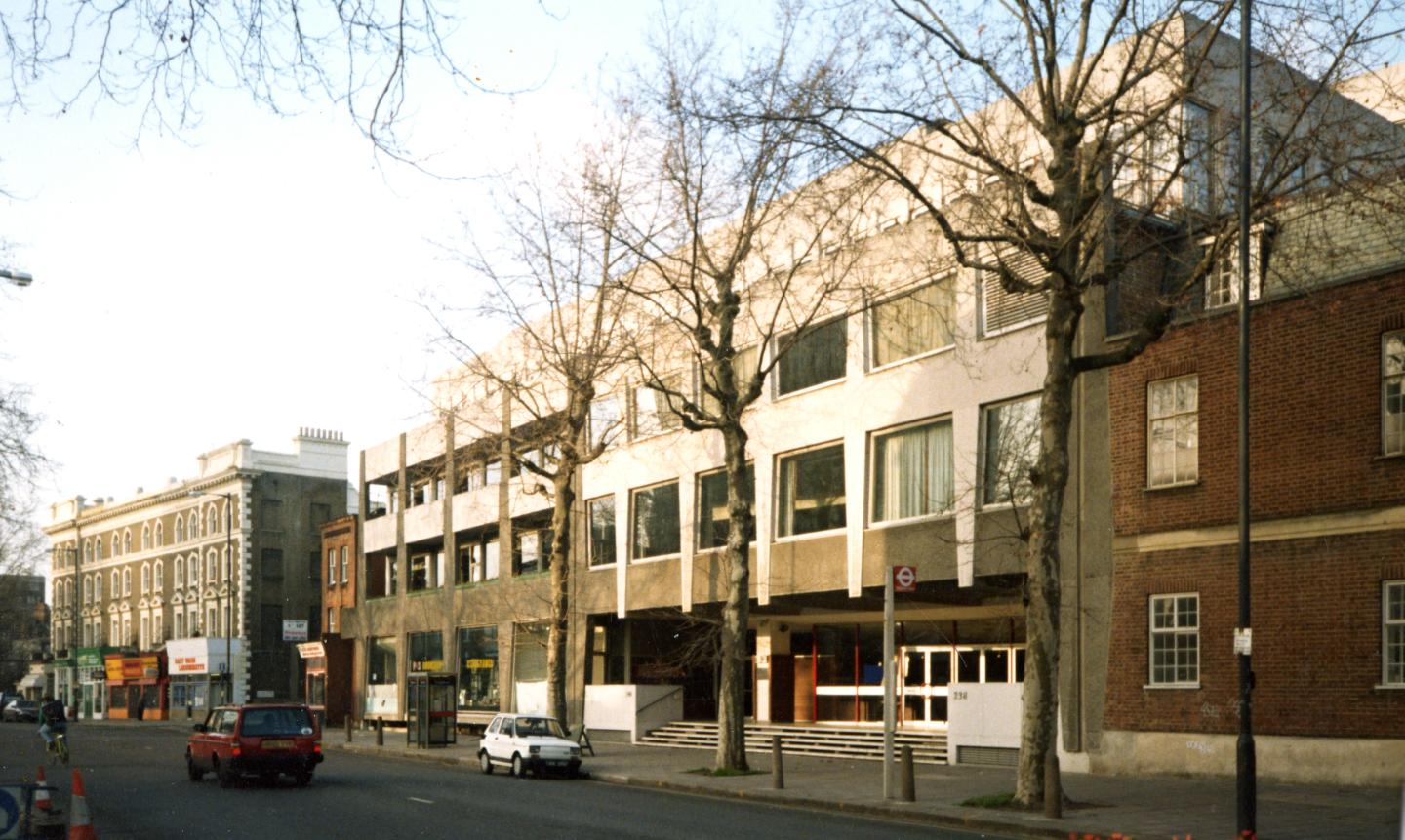
Siedziba POSK-u (lata 90. XX w.)
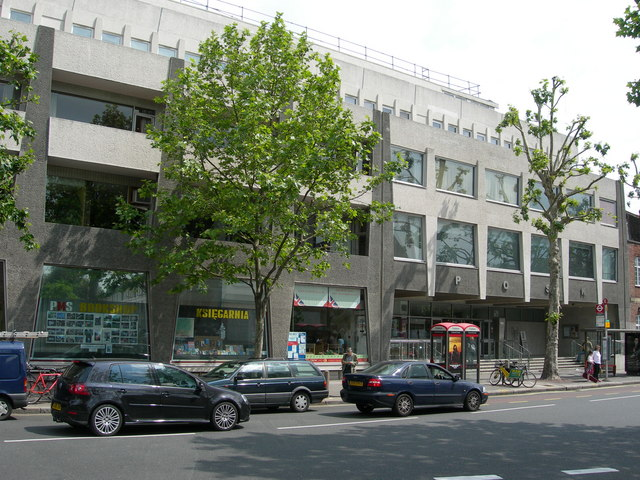
Siedziba POSK-u (I dekada XXI w.)
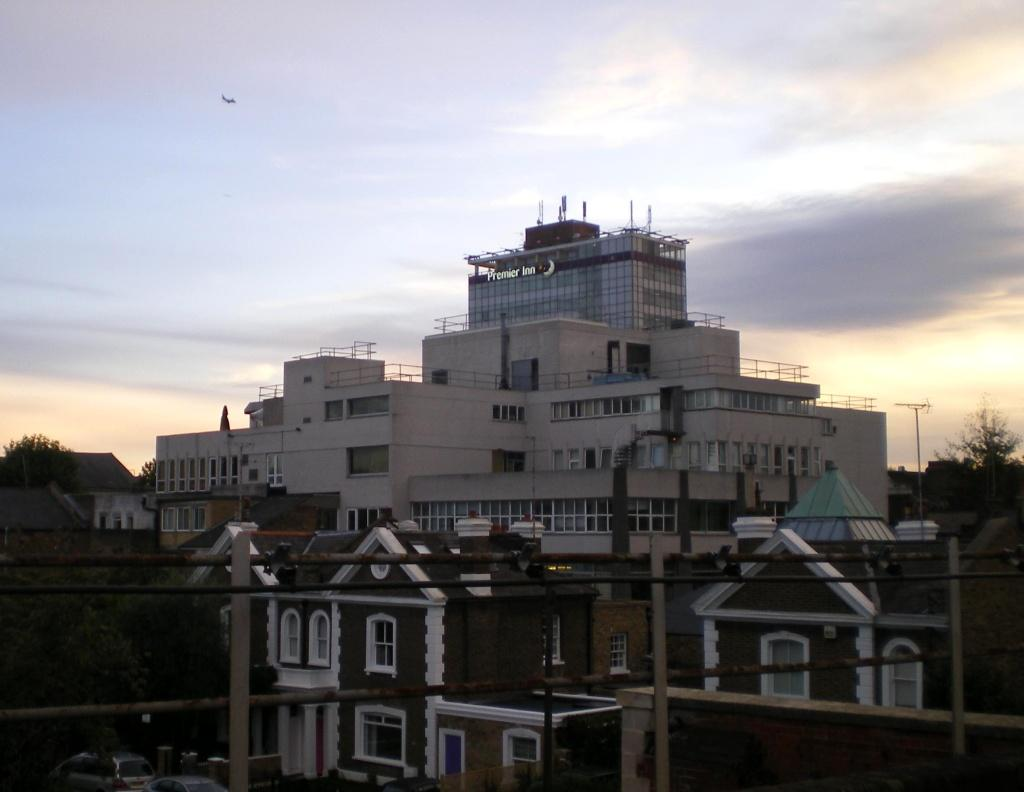
Widok z najbliższej stacji metra
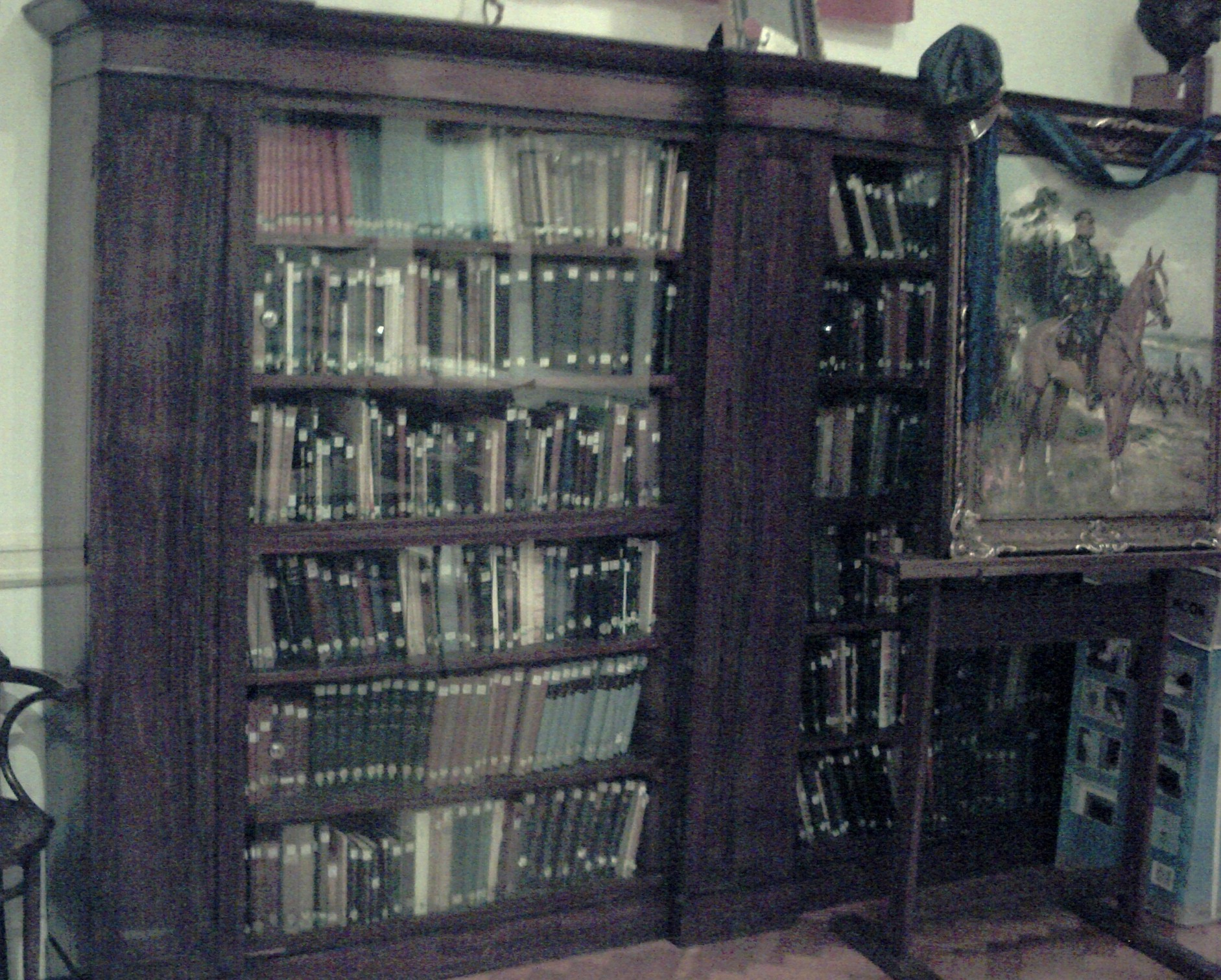
Zbiory IJP
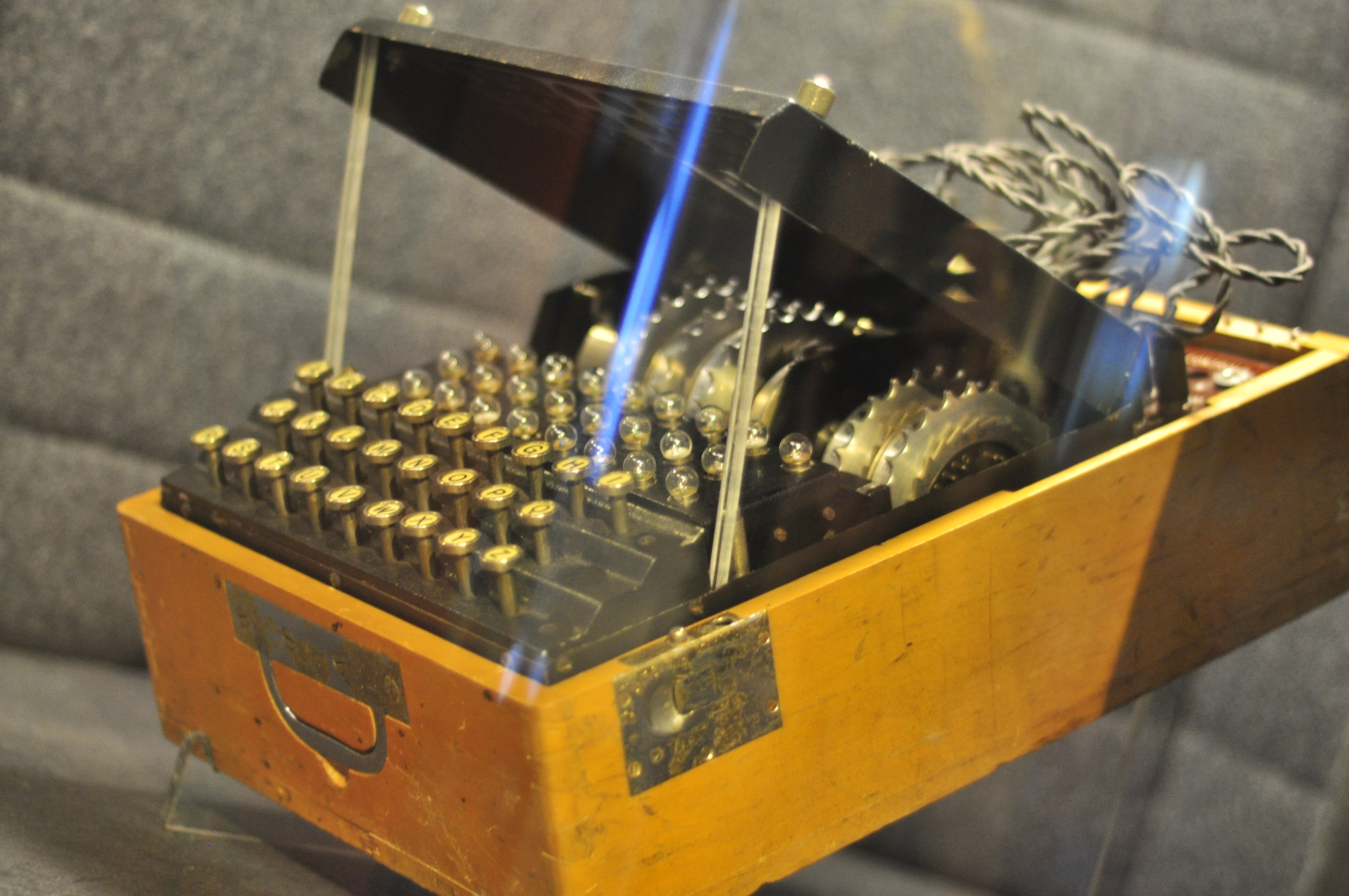
Przechowywana Enigma